# Auslandsdienst Österreichs
Der Auslandsdienst Österreichs bezeichnet Freiwilligendienste im Ausland, die als Ersatz zum ordentlichen Zivildienst geleistet werden können. Der Auslandsdienst gliedert sich in den Gedenkdienst, Sozialdienst und Friedensdienst.

## Geschichte
Es besteht seit 1992 die Möglichkeit, einen Gedenkdienst im Ausland zu absolvieren. Dieser stellt eine von mehreren Zivildienstalternativen, sogenannten Ersatzdiensten zum ordentlichen Zivildienst, dar. Im November 1997 wurde eine gesetzliche Neuregelung des Auslandsdienstes beschlossen, die ab diesem Zeitpunkt auch Sozial- und Friedensdienste außerhalb Österreichs ermöglichte.
Der Jahrgang 2022 war mit 349 Personen, die sich bei Einsatzstellen in rund 50 Ländern engagiert haben, der größte seit Einführung der Zivildienstalternativen.

## Finanzierung
Die Republik Österreich stellt jeder Auslandsdienst-Trägerorganisation über das Bundesministerium für Soziales, Gesundheit, Pflege und Konsumentenschutz, im Sinne des § 27a (Freiwilligengesetz), ein gewisses Budget zur Verfügung. Jährlich erhalten sie Zuwendungen in der Höhe von 1.200.000 € vom Bund. Diese Beiträge sind insbesondere für die notwendigen Ausgaben im Zuge eines Auslandsaufenthaltes, z. B. Reise- und Versicherungskosten der Teilnehmer, vorgesehen. Trägerorganisationen können Umschichtungen vornehmen, sodass eine größere Anzahl von Auslandsdienern unterstützt werden kann.

## Dienstarten
Jungen Freiwilligen steht ein Spektrum an Einsatzarten zur Verfügung. Um sich den Einsatz im Ausland als Ersatz zum Zivildienst anrechnen lassen zu können, muss die Mindestdauer von zehn Monaten unentgeltlicher Mithilfe nachweislich erfüllt sein. Der Dienst muss im Interesse der Republik Österreich liegen und kann nur über eine staatlich anerkannte, nicht gewinnorientierte Trägerorganisation abgeleistet werden, die ein mit Österreich in Verbindung stehendes Projekt nach folgenden Kriterien unterstützt:

### Gedenkdienst
Diese Dienstform beschäftigt sich mit den Folgen des Nationalsozialismus und dessen Opfern. Er nimmt den größten Teil an Freiwilligeneinsätzen im Ausland ein. Die Arbeit besteht hauptsächlich aus dem Gestalten und Organisieren von Führungen und Veranstaltungen, Archivarbeit, dem Halten von Vorträgen an Universitäten und Schulen, sowie Gesprächen mit Zeitzeugen und deren Dokumentation, um ihre Erlebnisse und Erfahrungen nicht in Vergessenheit geraten zu lassen.

### Sozialdienst
Die Projektarbeit zielt darauf ab, die soziale oder wirtschaftliche Entwicklung eines Landes zu unterstützen oder den Umweltschutz aktiv zu fördern. Sozialdiener engagieren sich in Bildungseinrichtungen, Kinderheimen o. Ä., sowie in der Versorgung von Flüchtlingen. Weiters fördern sie die Bewusstseinsbildung für die Bedeutung unserer Umwelt in öffentlichen Vorträgen oder Veranstaltungen wie Clean-Ups und finden weltweit in der medizinischen Betreuung Einsatz.

### Friedensdienst
Institutionen mit dem Einsatz von Friedensdienern tragen zur Erreichung oder Sicherung des Friedens in Krisengebieten mit bewaffneten Konflikten bei. Sie analysieren die Einhaltung der Menschenrechte, organisieren Workshops und gemeinsame Initiativen mit den Konfliktparteien, um Menschen bei ihrem Streben zur Beseitigung von Spannungen und Konflikten zu unterstützen.

## Zugelassene Trägerorganisationen

### Gedenkdienst

#### Verein Gedenkdienst
Der Verein Gedenkdienst ist eine politisch unabhängige, überkonfessionelle Organisation, die sich mit den Ursachen und Folgen des Nationalsozialismus und seiner Verbrechen auseinandersetzt. Seit 1992 entsendet der Verein Freiwillige in Länder, in denen die Nationalsozialisten und ihre Kollaborateure Verbrechen begingen, in die Verfolgte flüchteten oder in denen heute noch Überlebende der Verfolgungs- und Vernichtungspolitik leben.

#### Verein Österreichischer Auslandsdienst
Der Verein Österreichischer Auslandsdienst ist eine 1998 von Andreas Maislinger mitgegründete Non-Profit-Organisation, die junge Österreicher in Partnerinstitutionen weltweit entsendet, um vor allem dem Holocaustgedenken zu dienen. Maislinger trat im Mai 2023 nach Kritik als Vorsitzender des Vereins zurück; dieser versprach „lückenlose Aufklärung' der gegen den Politologen erhobenen Vorwürfe.“ Zur Aufarbeitung soll laut dem neuen Vorsitzenden Tobias Aigner ein Gutachten erstellt werden. Im Dezember 2023 bestätigte eine externe Untersuchung die Vorwürfe gegen den ehemaligen Vorsitzenden des Vereins.

### Sozialdienst

#### CHICA Österreich
CHICA Österreich, oder auch „Chica-Austria“ ist ein Verein zur Koordinierung von Partnerschaften mit Nicaragua. Die Tätigkeit des gemeinnützigen Vereins bezweckt die Verbesserung der Lebensbedingungen von benachteiligten Menschen in Zentralamerika. Sie umfasst die Förderung von Initiativen, Projekten und Einrichtungen der Entwicklungszusammenarbeit in Zentralamerika sowie Information und Bildungsarbeit in Österreich.

#### CONCORDIA Sozialprojekte
CONCORDIA Sozialprojekte hat sich zum Ziel gesetzt, Kindern ein glückliches Aufwachsen in ein selbstständiges Leben zu ermöglichen. Es gibt ihnen ein sicheres Zuhause und eröffnet ihnen Zukunftschancen durch eine fundierte Ausbildung. Mitglieder der Organisation betreuen, beraten, begleiten und helfen in Notlagen schnell und direkt. Sie unterstützen Familien und führen diese wieder zusammen. In akuten Krisen bietet die Organisation Kindern Sicherheit in einem familienähnlichen Umfeld mit verlässlichen Bezugspersonen in einer ihrer Einrichtungen.

#### Grenzenlos – Interkultureller Austausch
Der gemeinnützige Verein Grenzenlos ist eine überparteiliche Organisation (politisch und konfessionell unabhängige Nichtregierungsorganisation – NGO) mit Sitz in Wien. Grenzenlos ist seit 1949 im interkulturellen Freiwilligenaustausch tätig. Entstanden ist der Verein aus der damals gegründeten Initiative „ICYE Austria“. Grenzenlos wird von seinen Mitgliedern (ehrenamtliche Mitarbeiter, Rückkehrer und Teilnehmer der Vereinsprogramme) getragen.

#### Hilfe, die ankommt
Hilfe, die ankommt ist ein freikirchliches Werk, das Menschen in Not – egal welchen Alters, welcher Herkunft und sozialer oder religiöser Zugehörigkeit – in Österreich und im weltweiten Ausland hilft. Es werden Projekte in folgenden Bereichen unterstützt: Flüchtlingshilfe, Integrationshilfe, Entwicklungshilfe, Hilfe für obdachlose Menschen, finanzielle Unterstützung für materiell arme Menschen, Beratung und Seelsorge für psychisch erkrankte Menschen und Selbsthilfegruppen.

#### Internationale Freiwilligeneinsätze CÖ gGmbH
Das Programm der Internationalen Freiwilligeneinsätze CÖ gGmbH bietet motivierten Menschen (ab 18 Jahren) die Möglichkeit, in Auslandsprojekten der Caritas tätig zu werden. Projektangebote gibt es unter anderem in folgenden Ländern: Thailand, Tansania, Rumänien, Bulgarien, Bosnien und Herzegowina, Russland, Belarus, Armenien, Moldawien, Äthiopien, Mosambik, Ecuador und Peru.

#### INTERSOL – Verein zur Förderung INTERnationaler SOLidarität
INTERSOL ist ein gemeinnütziger Verein zur Förderung internationaler Solidarität mit Sitz in Salzburg. Er ist parteipolitisch und konfessionell unabhängig und handelt nach den Prinzipien der Solidarität, Pluralität und Demokratie. Demgemäß engagiert er sich für neue Formen des Zusammenlebens und -wirkens in der „Einen Welt“. Statt auf klassische Entwicklungshilfe, setzt der Verein auf gemeinsame neue Wege, Kooperation auf Augenhöhe und Lernen voneinander.

#### Verein Österreichischer Auslandsdienst
Der Verein Österreichische Auslandsdienst ist eine 1998 gegründete Non-Profit-Organisation, die junge Österreicher in Partnerinstitutionen weltweit entsendet, um sozial benachteiligte Gruppen und Nachhaltigkeitsinitiativen zu unterstützen.

#### VOLONTARIAT bewegt
Einsätze (Volontariate) werden im Auftrag von Jugend Eine Welt und den Salesianern Don Boscos, den beiden Trägerorganisationen des Vereins, organisiert. Durch die Kooperation mit den Trägerorganisationen kann der Verein auf gemeinsame Erfahrungen und ein globales Netzwerk zurückgreifen. Der Verein wird operativ von einer Geschäftsführung und angestellten Mitarbeiter geführt. Dabei besteht eine enge Zusammenarbeit mit Projektpartnern weltweit und einer großen Community von ehemaligen Volontären, um die direkte und professionelle Betreuung der Volontären zu gewährleisten.

### Friedensdienst

#### Internationale Freiwilligeneinsätze CÖ gGmbH
Das Programm der Internationalen Freiwilligeneinsätze CÖ gGmbH bietet motivierten Menschen (ab 18 Jahren) die Möglichkeit, in Auslandsprojekten der Caritas tätig zu werden. Projektangebote gibt es unter anderem in folgenden Ländern: Thailand, Tansania, Rumänien, Bulgarien, Bosnien und Herzegowina, Russland, Belarus, Armenien, Moldawien, Äthiopien, Mosambik, Ecuador und Peru.

#### Verein Österreichischer Auslandsdienst
Der Verein Österreichische Auslandsdienst ist eine gegründete Non-Profit-Organisation, die junge Österreicher in Partnerinstitutionen weltweit entsendet, um Friedensprojekte zu verwirklichen.

### Sonstige

#### WeltWegWeiser
Die Organisation WeltWegWeiser ist ein Projekt von Jugend Eine Welt und wird von der Austrian Development Agency, der Österreichischen Entwicklungszusammenarbeit, mitfinanziert. Sie unterstützt Freiwillige bei der Vorbereitung auf ihr Volontariat in Ländern des Globalen Südens. WeltWegWeiser bietet selbst keine eigenen Einsätze an, sondern fungiert als unabhängige Servicestelle für Menschen, welche sich für einen Dienst als Volunteer im Bereich Soziales, Entwicklung und Menschenrechte interessieren.

#### Verein Niemals Vergessen (Tätigkeit eingestellt)
Der Verein Niemals Vergessen bot Stellen an insgesamt 19 Gedenkstätten in Deutschland und Polen an. Er war aktiv in der „Jugendarbeit gegen das Vergessen“ tätig und auch Mitgestalter des seit mehr als zehn Jahren stattfindenden Hermann Langbein Symposiums „Ideologie und Wirklichkeit des Nationalsozialismus“ zur Lehrerfortbildung. Im Jahr 2017 stellte er seine Tätigkeit wegen bürokratischen Mehrbelastungen ein.

## Bekannte ehemalige Auslandsdiener
- Heinz Chen (Musikpädagoge)
- Tim Cupal (ORF Korrespondent)
- Kay-Michael Dankl (Gemeinderat Salzburg)
- Ralph Gabriel (Architekt)
- Christian Klösch (Historiker)
- René J. Laglstorfer (Journalist, OÖNachrichten)
- Gebi Mair (Tiroler Landtagsabgeordneter)
- Andreas Th. Müller (Völkerrechtler, Universität Innsbruck)
- Florian Niederndorfer (Journalist, Der Standard)
- Gregor Sieböck (Autor & Weltenwanderer)